# Hydriastele rheophytica
Hydriastele rheophytica là loài thực vật có hoa thuộc họ Arecaceae. Loài này được Dowe & M.D.Ferrero mô tả khoa học đầu tiên năm 2000.